# Союз коммунистов-интернационалистов
Союз коммунистов-интернационалистов (фр. Union Communiste Internationaliste) — международное политическое объединение троцкистских организаций. Основная партия действует во Франции — «Рабочая борьба».
Союз считает, что социалистическую трансформацию общества может завершить только рабочий класс, сознательно борющийся за свои классовые интересы. Поэтому задача революционных групп состоит в создании революционной партии рабочего класса. Также считает, что единственной возможной программной базой для революционеров является марксизм в большевистской традиции Ленина и Троцкого. Активисты Союза фокусируют свою деятельность на пропаганде своих взглядов среди рабочего класса.

## Секции
| Страна             | Секция                                                          | Оригинальное название                                           | Примечание                                                  |
| ------------------ | --------------------------------------------------------------- | --------------------------------------------------------------- | ----------------------------------------------------------- |
| Франция            | Рабочая борьба                                                  | Lutte Ouvrière                                                  | официальное название «Коммунистический союз (троцкистский)» |
| Антильские острова | Рабочая борьба                                                  | Combat Ouvrier                                                  |                                                             |
| Бельгия            | Рабочая борьба                                                  | Lutte Ouvrière / Arbeidersstrijd                                |                                                             |
| Кот-д’Ивуар        | Африканский Союз коммунистических трудящихся-Интернационалистов | Union Africaine des Travailleurs Communistes Internationalistes |                                                             |
| Турция             | Классовая борьба                                                | Sınıf Mücadelesi                                                | Базируется в Великобритании                                 |
| Испания            | Голос рабочих                                                   | Voz Obrera                                                      |                                                             |
| Великобритания     | Рабочая борьба                                                  | Workers' Fight                                                  |                                                             |
| Гаити              | Голос рабочих                                                   | La Voix des Travailleurs                                        |                                                             |
| Германия           | Союз революционных рабочих                                      | Bund Revolutionärer Arbeiter                                    |                                                             |
| Италия             | Интернационал                                                   | L'Internazionale                                                |                                                             |

Дружественной организацией в США для СКИ является «Искра» (The Spark).
В первой половине 1990-х годов французская «Рабочая борьба» поддерживала отношения с российской группой «Революционные пролетарские ячейки».